# Manuel Ormaza
Manuel Ormaza (La Habana, 14 de marzo de 1969) es un ex - atleta cubano especialista en las pruebas de velocidad de 400 y 800 metros lisos. Formó parte de la selección de la Federación Cubana de Atletismo durante los años de 1988 hasta 2001 cuando se retiró del profesionalismo. En el Ranking Mundial de 400 metros lisos ocupa el décimo puesto histórico por su participación del 5 de agosto de 1992 en Barcelona, España

## Mejores marcas
| Prueba     | Fecha                | Lugar               | Marca   |
| ---------- | -------------------- | ------------------- | ------- |
| 400 metros | 5 de agosto de 1992  | Barcelona, España   | 43.84   |
| 800 metros | 19 de agosto de 1993 | Stuttgart, Alemania | 1:44,89 |